# Häckling

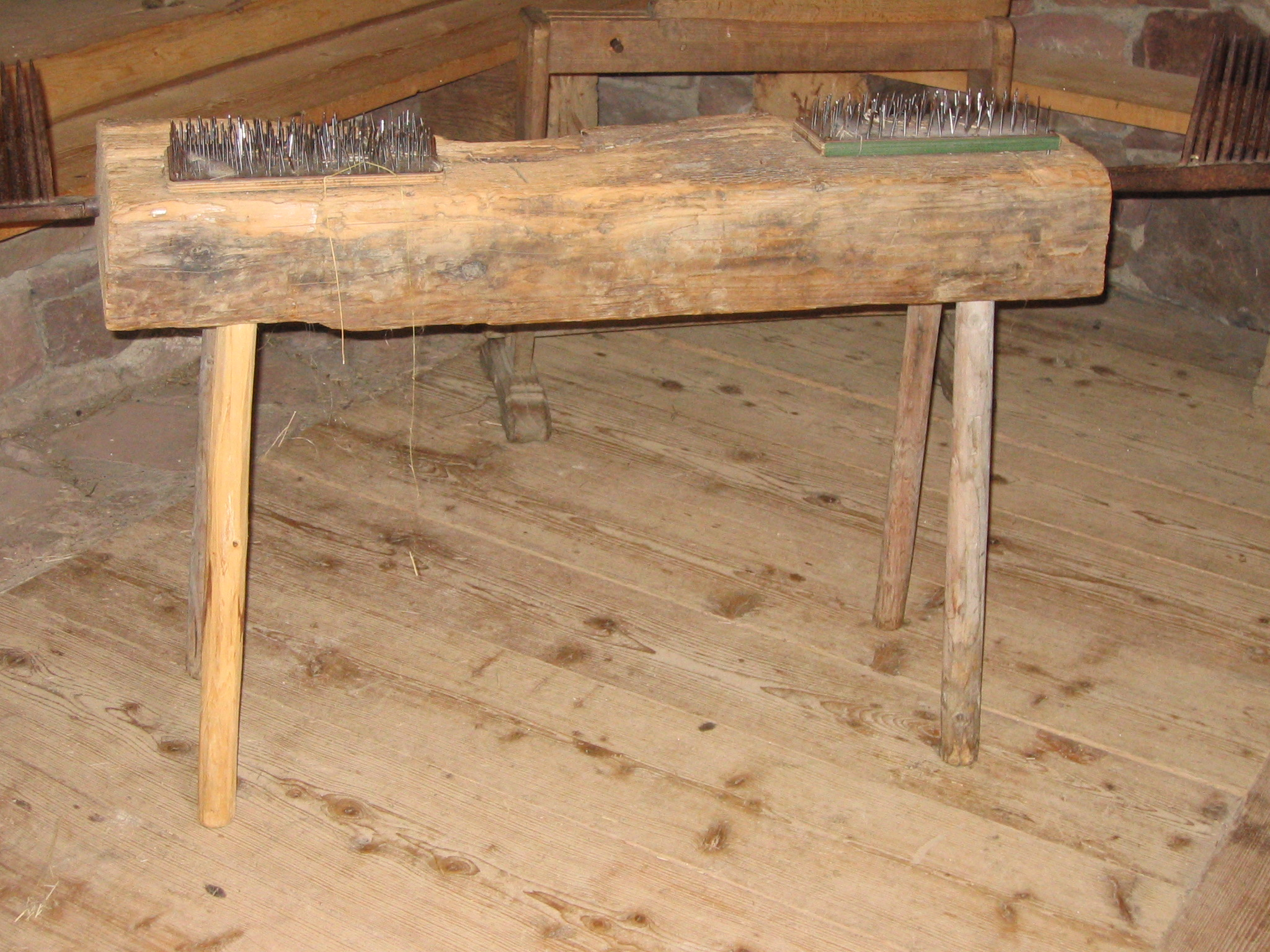
Äldre häckla med en fintandad och en grovtandad sida.

Häckling är ett moment vid beredning av spånadslin. Det innebär att linet dras upprepade gånger över piggar i häcklor med piggar i varierande täthet. Ändamålet är att parallell-lägga linfibrerna och avskilja blånorna. Fibrerna i det färdighäcklade linet har längder mellan 25 och 150 cm.
En liknande procedur förekommer även vid beredning av ull, och kallas där kardning.

## Etymologi
Att häckla är en försvenskning av det engelska uttrycket to heckle med samma innebörd. Som lånord kan ordet för verktyget häckla ha inkommit från lågtyska hekele (tyska Hechel), som är besläktat med hake. 
Både de engelska och tyska orden har ett gemensamt germanskt ursprung hakilō och hakulō, som eventuellt är besläktade med hecchen, att stinga, vilket då syftar på häcklans vassa piggar. 